# Hannshubert Mahn
Hannshubert Mahn (* 17. März 1903 in Bad Lausick; † 1. Januar 1943 bei Woronesch) war ein deutscher Kunsthistoriker.

## Leben
Hannshubert Mahn, Sohn des Richters Max Mahn, besuchte ab 1909 die Höhere Bürgerschule in Zwickau, dann von 1913 bis 1921 das Königin-Carola-Gymnasium in Leipzig. Anschließend machte er eine kaufmännische Lehre in der Buchhandlung Alfred Lorentz in Leipzig. Ab 1923 studierte er Kunstgeschichte und Geschichte in Tübingen, Leipzig, Wien und München. 1927 wurde er an der Universität Tübingen bei Georg Weise promoviert. Von 1924 bis 1930 fotografierte er mit seinem Lehrer Weise im Rahmen von dessen Studien für das mehrbändige Werk „Spanische Plastik aus sieben Jahrhunderten“ Monumente auf Reisen in Spanien. 1931 wurde er an der Universität Tübingen habilitiert und war dort als Privatdozent tätig. Er war ab 1940 im Kriegsdienst, seit dem 1. Januar 1943 gilt er als im Gebiet Woronesch vermisst. In Abwesenheit wurde Mahn noch im April 1943 zum außerordentlichen Professor ernannt. Er wurde 1955 rückwirkend für tot erklärt.

## Veröffentlichungen (Auswahl)
- Lorenz und Georg Strauch. Beiträge zur Kunstgeschichte Nürnbergs im 16. und 17. Jahrhundert. Gryphius, Reutlingen 1927 (Dissertation).
- Kathedralplastik in Spanien. Die monumentale Figuralskulptur in Alt-Kastilien, León und Navarra zwischen 1230 und 1380. Gryphius, Reutlingen 1935 (Habilitationsschrift).
- Hans von Tübingen und die Blüte schwäbischer Malerei. Kohlhammer, Stuttgart 1937.
- Die Tübinger Stiftskirche. Osiander, Tübingen 1939.
- Hans Morinck und die Anfänge der Barockskulptur am Bodensee. In: Zeitschrift des Deutschen Vereins für Kunstwissenschaft 6, 1939, S. 162–220.